# Odynerus extraneus
Odynerus extraneus är en stekelart som beskrevs av Blackburn och Kirby 1880. Odynerus extraneus ingår i släktet lergetingar, och familjen Eumenidae. Inga underarter finns listade i Catalogue of Life.